# Krivaja (Blace)
Pour les articles homonymes, voir Krivaja.
Krivaja (en serbe cyrillique : Криваја) est un village de Serbie situé dans la municipalité de Blace, district de Toplica. Au recensement de 2011, il comptait 142 habitants.

## Démographie
| 1948 | 1953 | 1961 | 1971 | 1981 | 1991 | 2002 | 2011 |
| ---- | ---- | ---- | ---- | ---- | ---- | ---- | ---- |
| 533  | 532  | 437  | 387  | 267  | 220  | 173  | 142  |

|  |